# Casa dei Morigi
La casa dei Moriggi è un edificio storico di Milano situata in via Morigi n. 8.

## Storia e descrizione
L'edificio, risalente nel suo nucleo originario al XIV secolo, è uno dei più antichi conservati a Milano. Oggi l'aspetto dell'antico palazzo esterno traspare solo dalla terrazza e dall'originaria torre, ristrutturata nel XVII secolo e adibita a belvedere. All'interno il cortile si presenta porticato con colonne di ordine ionico, mentre lo scalone, rifatto nel XVIII secolo aveva un tempo una decorazione a graffiti. Il palazzo è appartenuto ai marchesi Moriggia o Morigi. Questo palazzo ha dato il nome anche alla contrada in cui si trovava ossia Contrada dei Morigi. Il palazzo venne abbandonato dalla famiglia Morigi intorno alla fine dell'800. Successivamente il palazzo venne occupato da 23 famiglie in una logica di cohousing tipico del periodo e del movimento antagonista milanese. In questi anni il palazzo conobbe un periodo di grande fermento culturale, ma la mancanza di fondi non migliorò il degrado strutturale sino agli anni duemila quando il Comune di Milano pretese la restituzione del palazzo e una ditta si prese carico della ristrutturazione. Attualmente il palazzo è stato diviso e venduto in lotti.